# 君はキラリ
『君はキラリ』（きみはキラリ）は、諏訪野しおりのロリータ写真集、およびビデオの題名。
写真集は前場輝夫の撮影で1984年10月20日に英知出版から出版。売上は10万部を超え、当時としては異例のベストセラーとなった。奥付発行日は10月だが実際の発売は9月25日、体裁はA4判、定価は1,200円。前場輝夫は素人少女モデルの作品で知られ、雑誌「ベッピン」の表紙・巻頭グラビアを創刊時から取り続けた写真家として有名。スタイリストは山田治男、ヘア＆メイク担当は老舗のエステサロン「シャンテリー」オーナーの中邑節子。翌1985年4月には宇宙企画から同名のビデオ（26分）も発売された（定価12,000円）。
この作品は「きみキラ」と略称され、その後も長く熱心なファンがいた。諏訪野はストレートの美しいロングヘアにスリムなボディ、長い手足を持つ昭和の美少女ロリータの代表と目された。1988年に「新田まゆみ」と改名して再デビューしてから出した写真集『1500日のネットワーク』にも『君はキラリ』の作品が一部収録されている。写真集と前後して出たパブリシティ（出版広告をかねた雑誌グラビア、『週刊プレイボーイ』誌など）、およびこの『1500日のネットワーク』の中に僅かではあるが『君はキラリ』未収録のカットをみることができる（性器部分は塗り潰されている）。写真集は版を重ねたが1987年に絶版となった。なお、同じ1984年に英知出版から出て評価の高かった他のモデルの作品とあわせ「英知3部作」と呼ばれることがある。
写真集・ビデオともヌードを含むが、1987年に絶版になったため、1999年の児童買春、児童ポルノに係る行為等の処罰及び児童の保護等に関する法律施行によって直接に児童ポルノと認定されたわけではない。しかし、大手サイトのオークションなどでは自主的に出品規制されることが通常である。

## 写真集・ビデオ
- 諏訪野しおり『君はキラリ』前場輝夫撮影（英知出版 1984年10月20日）
- 諏訪野しおり『君はキラリ』ビデオ　（宇宙企画 1985年4月）
- 新田まゆみ『1500日のネットワーク』前場輝夫、藤田圏生撮影（英知出版 1988年12月25日）